# Aslı Köprülü
Aslı Köprülü est une joueuse de volley-ball turque née le 28 mars 1986 à İzmir. Elle mesure 1,81 m et joue au poste de réceptionneuse-attaquante. Elle totalise 46 sélections en équipe de Turquie.

## Clubs
| Club                   | De        | À         |
| ---------------------- | --------- | --------- |
| Karşıyaka İzmir        | 2002-2003 | 2007-2008 |
| Nilüfer Belediye       | 2008-2009 | 2008-2009 |
| Karşıyaka İzmir        | 2009-2010 | 2009-2010 |
| Ereğli Belediye        | 2010-2011 | 2010-2011 |
| TED Ankara Kolejliler  | 2011-2012 | 2011-2012 |
| Beşiktaş İstanbul      | 2012-2013 | 2012-2013 |
| Halkbank Ankara        | 2013-2014 | 2013-2014 |
| Çanakkale Belediye     | sept 2014 | nov 2014  |
| Seramiksan Spor Kulübü | 2014-2015 | 2014-2015 |
| Salihli Belediyespor   | 2015-2016 | jan 2016  |
| Karşıyaka İzmir        | 2018-2019 | …         |